# Bandiera della Lettonia
La bandiera lettone è composta da due bande civili orizzontali di colore rosso scuro di uguale dimensione, separate al centro da una striscia bianca più sottile (larga la metà delle due bande rosse). La particolare tonalità di rosso, corrispondente al Pantone 1807 C, è nota anche come "rosso lettone".

## Storia
La prima menzione della bandiera rosso-bianco-rosso si trova nella Livländische Reimchronik, un'opera letteraria sulla storia medievale dellaLivonia dal X al XIII secolo. Nel testo si parla di un drappo rosso attraversato da una striscia bianca usato come vessillo da soldati lettoni. Per questo si può considerare la bandiera lettone come una delle più antiche tra quelle ancora in uso al giorno d'oggi. Secondo una leggenda locale, però, la bandiera potrebbe avere origine dal lenzuolo di un soldato lettone gravemente ferito in battaglia: l'enorme quantità di sangue versato era interrotta, sul lenzuolo, solo dalla sagoma del soldato sdraiato (la striscia bianca). La bandiera descritta nel Livlandische Reimchronik fu "riscoperta" nel XIX secolo, ed adottata dagli studenti lettoni all'Università di Tartu nel 1870.

### Prima indipendenza
I colori e le proporzioni della bandiera attuale furono definiti nel maggio 1917 dall'artista lettone Ansis Cirulis. Fu usata come bandiera nazionale quando la Lettonia divenne indipendente il 18 novembre 1918, con l'adozione formale da parte dell'Assemblea Costituente il 15 giugno 1921.

### Periodo sovietico

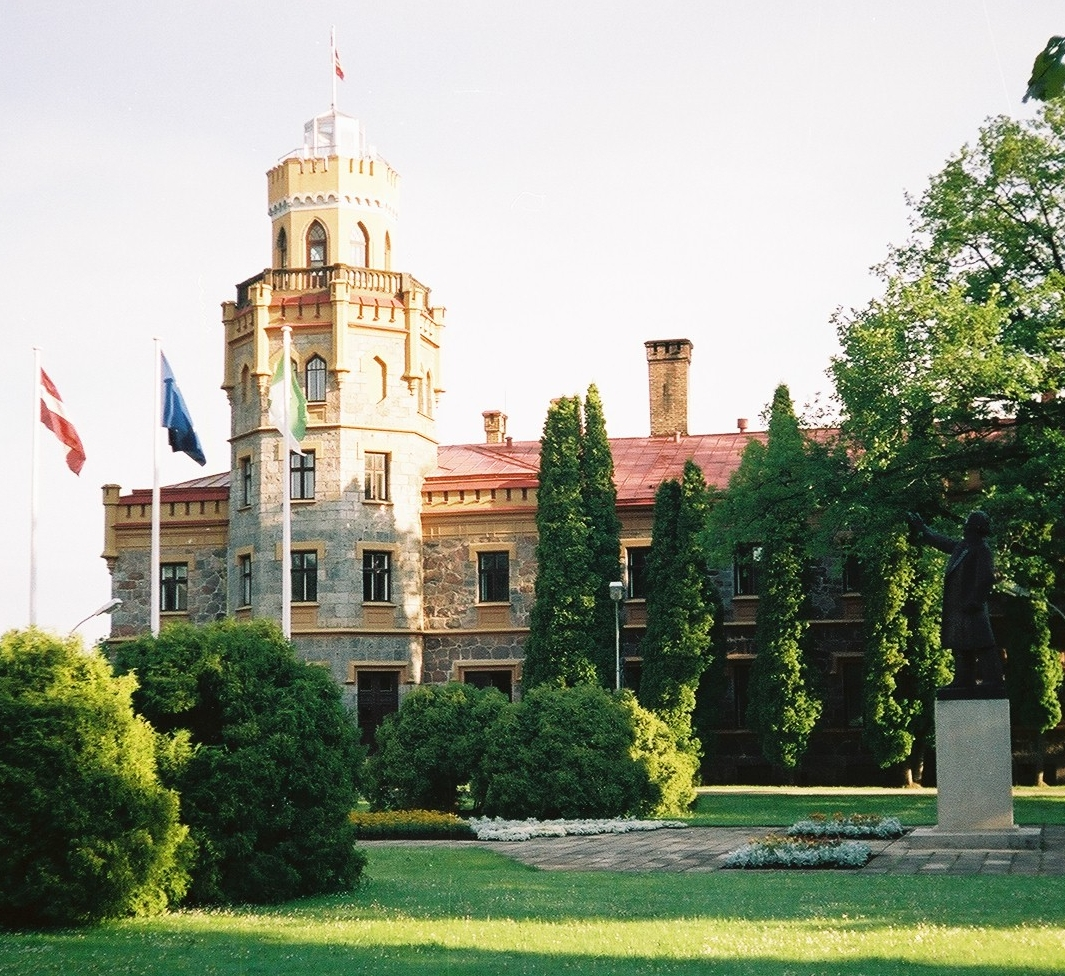
La bandiera lettone garrisce accanto a quella europea al castello di Sigulda

Nel 1940, con l'annessione della Lettonia all'Unione Sovietica, fu sostituita dalla bandiera della repubblica sovietica lettone. In tale versione essa è, nella parte superiore, identica alla bandiera dell'Unione Sovietica, mentre in quella inferiore è raffigurata un'onda di colore blu, separata dal rosso da un contorno bianco.

### Nuova indipendenza
Venne riadottata come bandiera nazionale della Lettonia il 27 febbraio 1990, un anno e mezzo prima della ritrovata indipendenza dall'Unione Sovietica.

## Bandiere Storiche

Bandiera della Lettonia 1918-1940 (uguale a quella attuale)
Bandiera della Lettonia 1940-1941, 1945-1953
Bandiera della Lettonia 1953-1990
Bandiera di transizione 1990 (mai effettivamente utilizzata)

## Significato
Il simbolismo dei colori è il seguente:
- il rosso rappresenta il sangue versato per la libertà e l'indipendenza
- il bianco rappresenta il diritto e la verità